# 文王卦
文王卦，又稱文王課、納甲筮法、火珠林法、六爻預測，中國古老占卜術之一。傳説由周文王所創，但其理論框架的源頭應來自《京氏易傳》、《郭氏洞林》，而確立於宋代傳行的《火珠林》一書，不用易經卦爻辭，而以五行、六親之旺相衰弱、生剋沖合斷課，兼用六神及神煞輔助判斷。其占卜方式多利用擲錢幣的方式進行，故又稱金錢卦。傳世文獻表明，至遲在唐代已有以錢占卜的現象，唐代學者賈公彥《儀禮》疏提及了以錢記爻，而在《太平廣記》記載了「長慶之代，鄴中有五明道士者不知何許人……道士即為卜之，卦成而三錢並舞，良久方定。而六位俱重」。

## 起卦方式
金錢卦：利用三枚錢幣（一般利用外圓內方的古銅錢），依其正反面訂定陰陽面，令求卜者連續投擲錢幣六次（常置於龜殻中甩擲），占卜師以所得之錢幣陰陽，以由下至上的方式，得出易經中的六十四卦之一卦及其變卦。现今金钱卦一般是由手摇起卦，具体方式为把三枚铜钱置于手心，左手在上右手在下（左手代表天，右手代表地，钱在中间代表要求测的事），心中默念求测之事，摇动铜钱，最後把铜钱倒出，解卦者根据铜钱的正反面确定阳爻、阴爻、动爻，其中两正一背为“一一”，称为少陰，记作“、”；两背一正为“一”，称之为少陽，记作“、”；三背为“一一”，称之为老陰，记作“X”；三正为“一”，称之为老陽，记作“O”，老阳与老阴为动爻。

## 判斷方式
起出本卦及變卦後，占卜師再依問卜之年月日干支，換算神煞星曜，由世爻（代表本人）、應爻（代表對方），及利用陰陽五行取出相應之官鬼爻（剋我之五行）、父母爻（生我之五行）、兄弟爻（同我之五行）、子孫爻（我生之五行）、妻財爻（我剋之五行）；依各爻五行之強弱旺衰、沖剋刑合、再由問卜者所欲問之事，對照相關之爻及變卦強弱後，做綜合判斷後，予以分辨事情之未來發展預測。
另依日辰可排列出六神（又名六獸）輔助判斷，六神主要是增強人事物的特性判斷，並無法當作判斷吉凶的依據。
另有人表示必須將天干納入卦中，並列出納音才是真正的文王卦，但一般卦師極少使用天干及納音判卦。